# Hässelby-Vällingby
Hässelby-Vällingby ist ein Stadtbezirk im Nordwesten des Stockholmer Stadtzentrums und hat etwa 59.000 Einwohner.

## Gliederung

### Vällingby

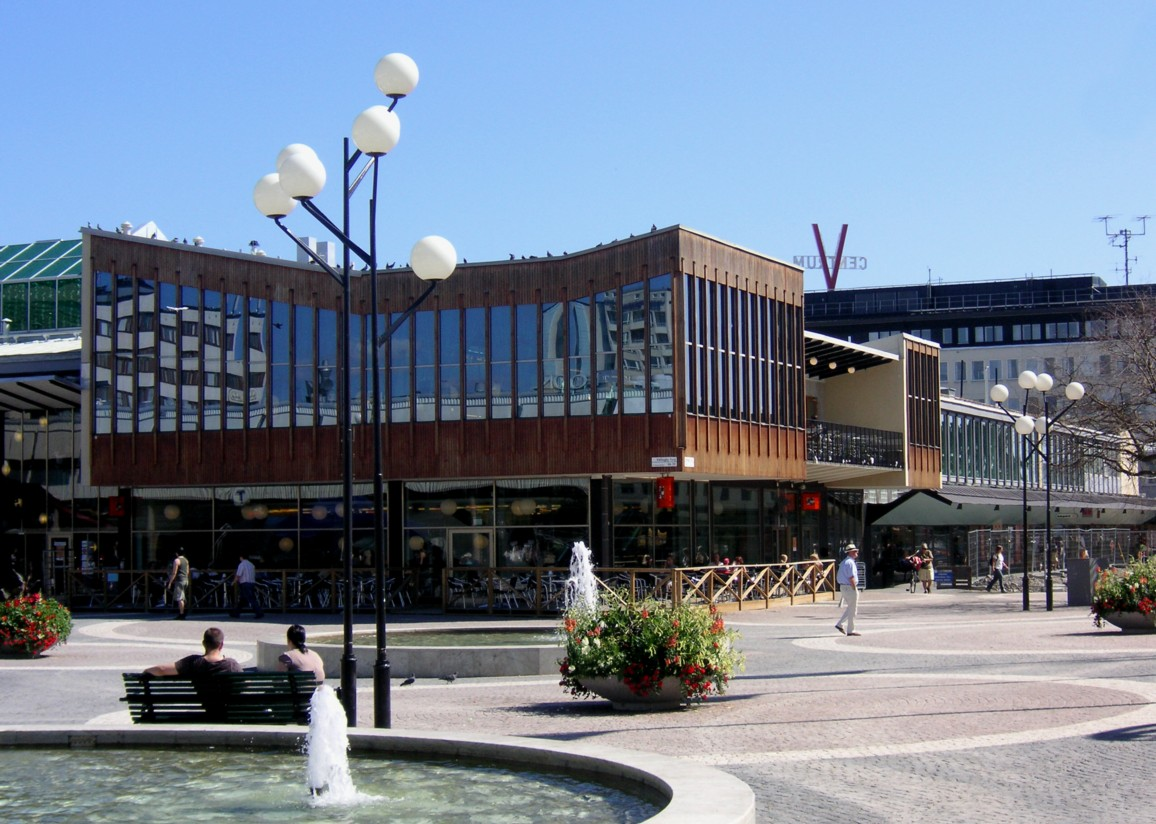
Vällingby Centrum im Sommer 2007

Der Ortsteil hat etwa 6700 Einwohner und ist ein Beispiel für modernistisch-funktionalistische Architektur und Städtebau in Schweden.
Sein Zentrum, Vällingby Centrum, war die erste sogenannte ABC-Stadt Schwedens und erlangte wegen seiner zunächst geglückten Durchführung international große Anerkennung. ABC steht dabei für das schwedische Arbete, Bostad och Centrum, Arbeit, Wohnen und Zentrum, und bedeutet, dass die Menschen innerhalb kleiner Grenzen arbeiten, wohnen und Zugang zum wichtigsten sozialen und kulturellen Service haben.
Das Zentrum von Vällingby wurde 1954 eingeweiht und ab 2007 einem umfassenden Ausbau unterzogen. Vällingby ist durch die U-Bahn mit der Stockholmer Innenstadt verbunden (U-Bahnhof Vällingby).

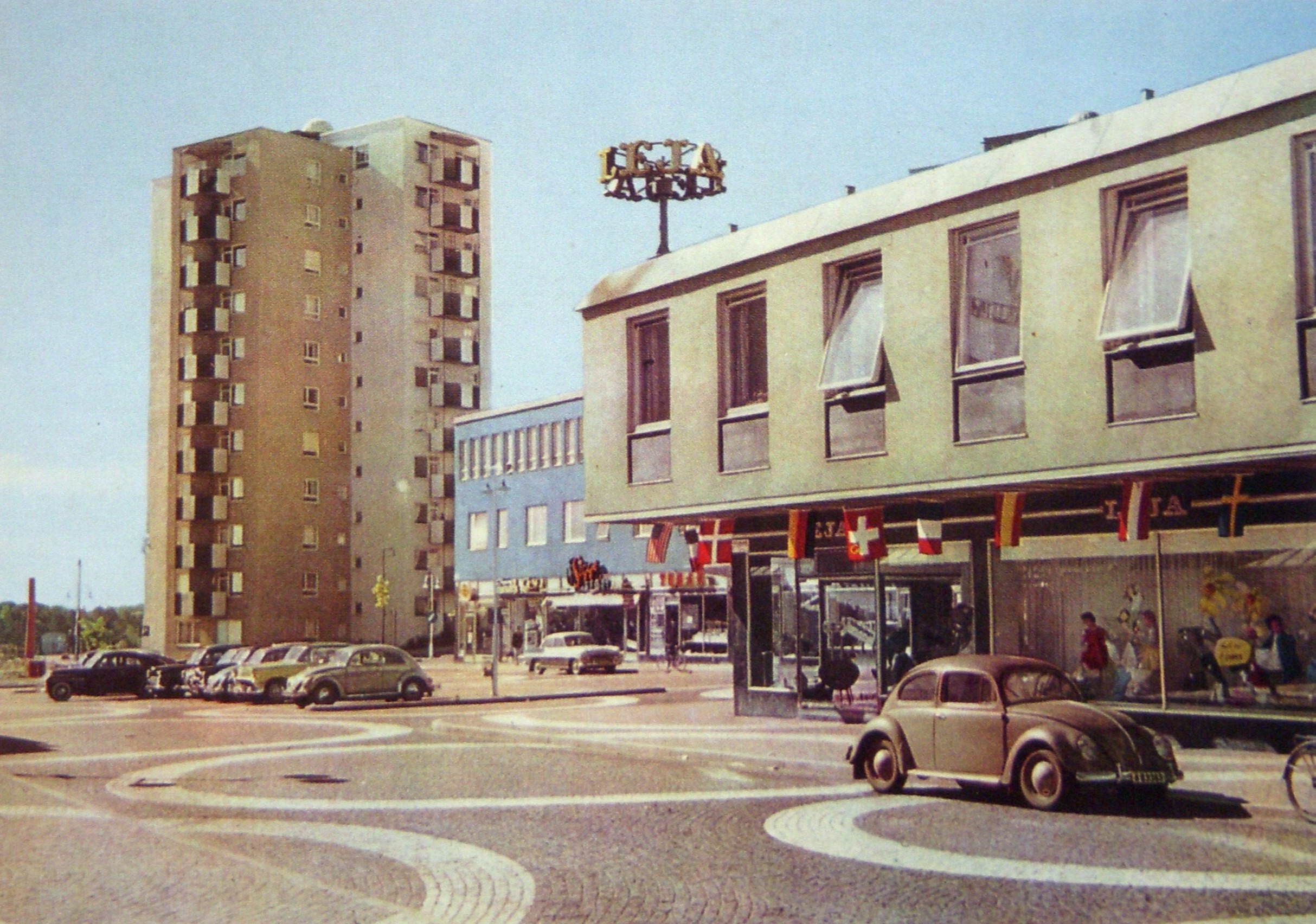
Vällingby Centrum 1950
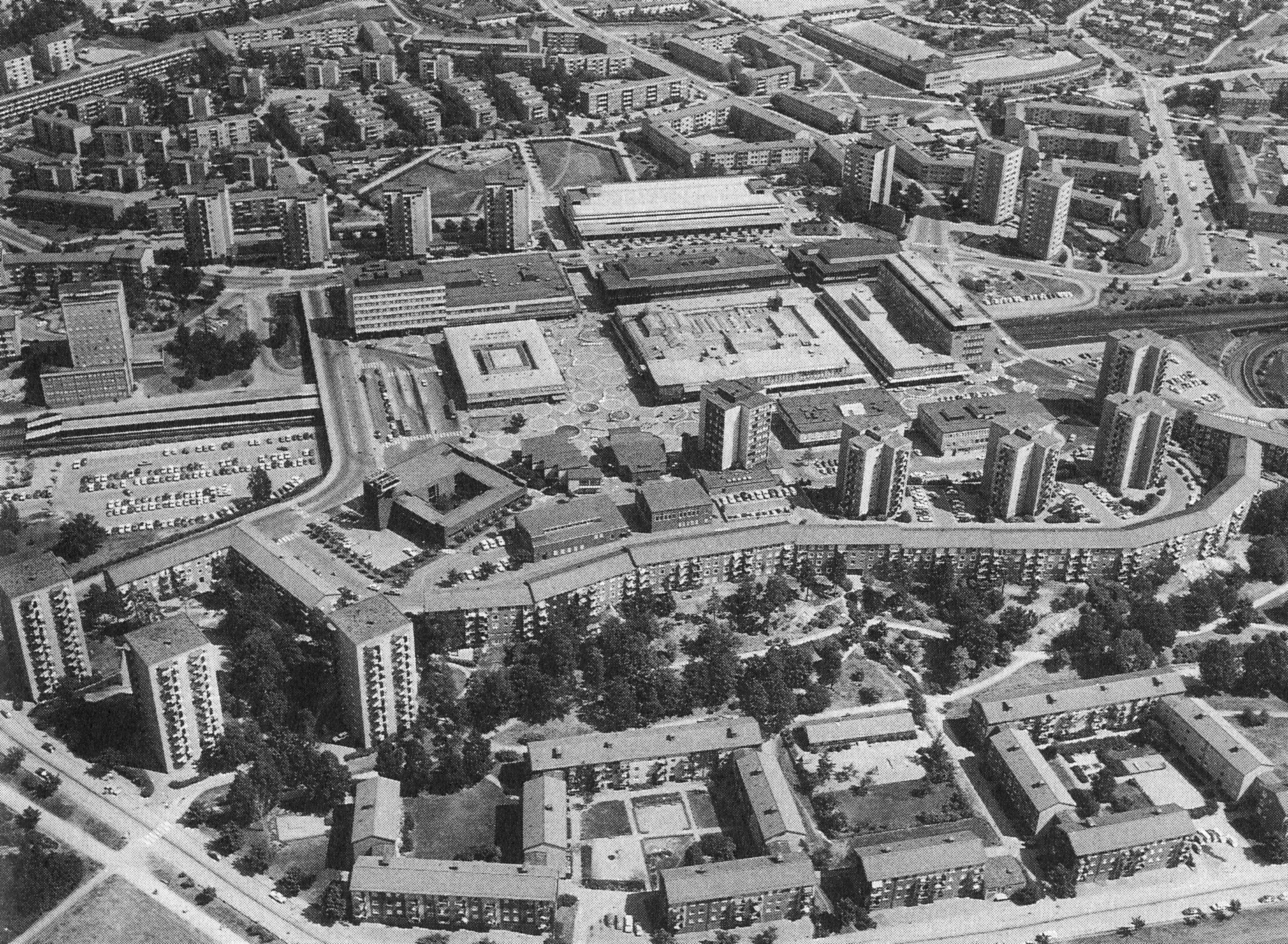
Luftbild von Vällingby 1960
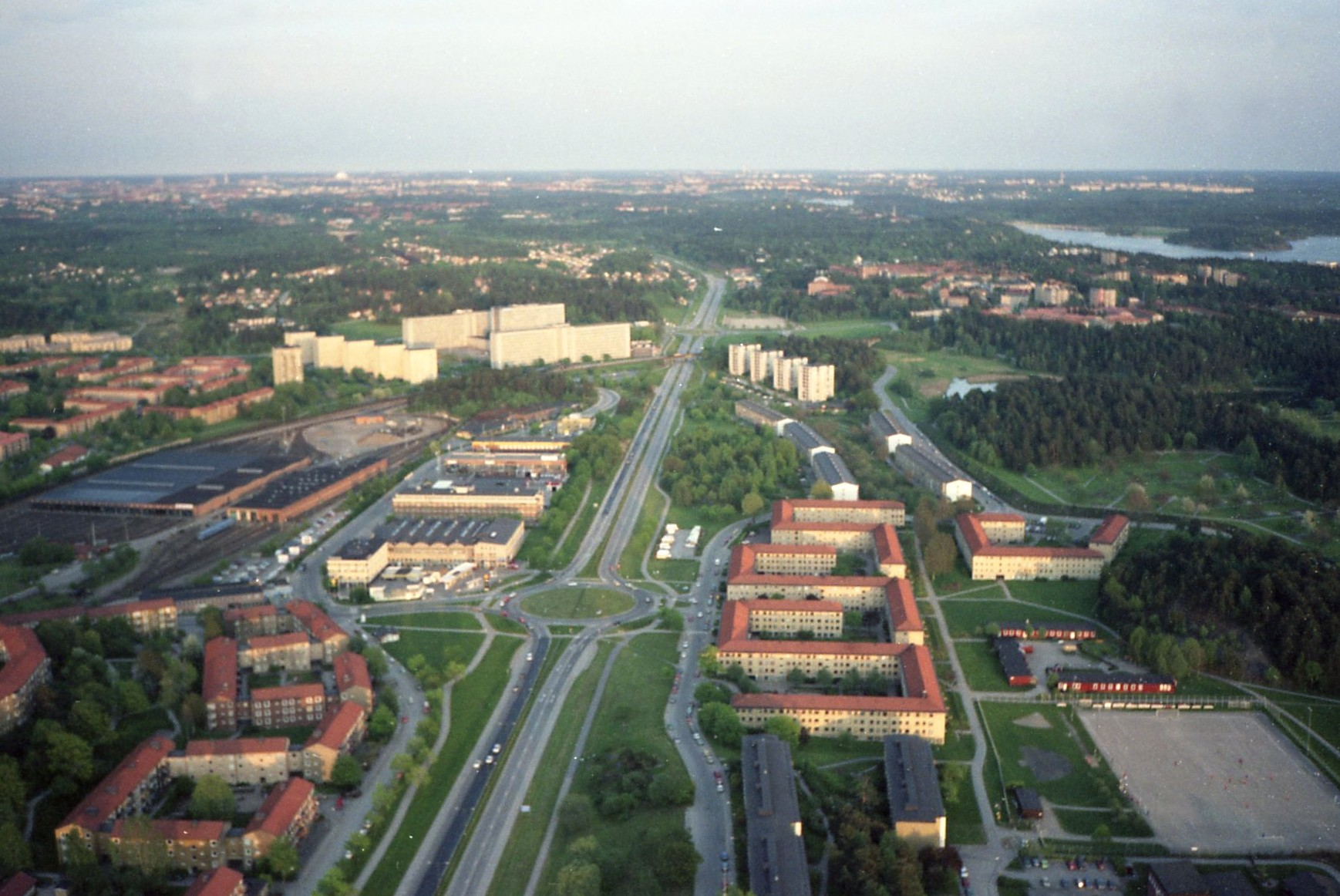
Vällingby 1988
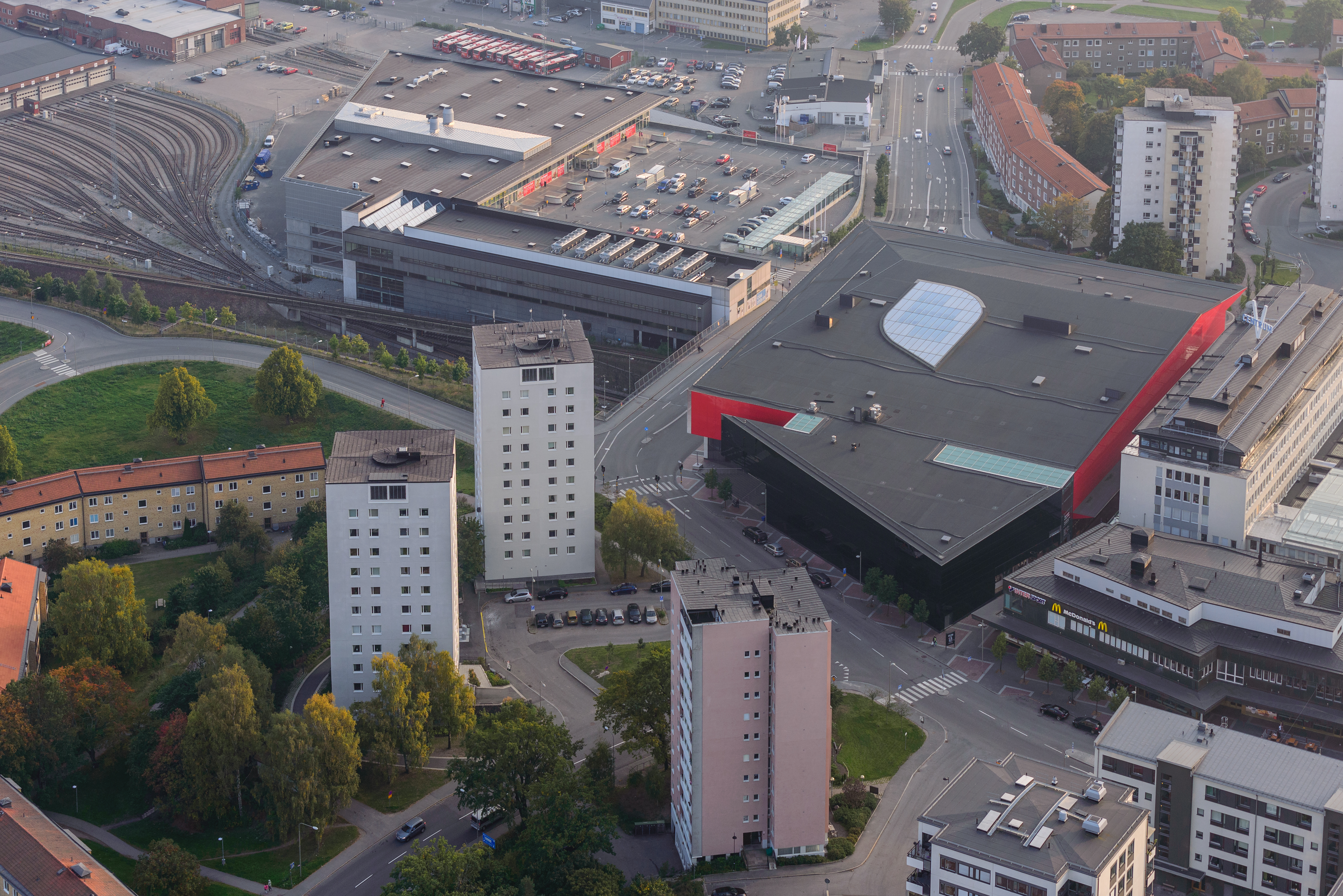
Vällingby 2014

### Hässelby Gård

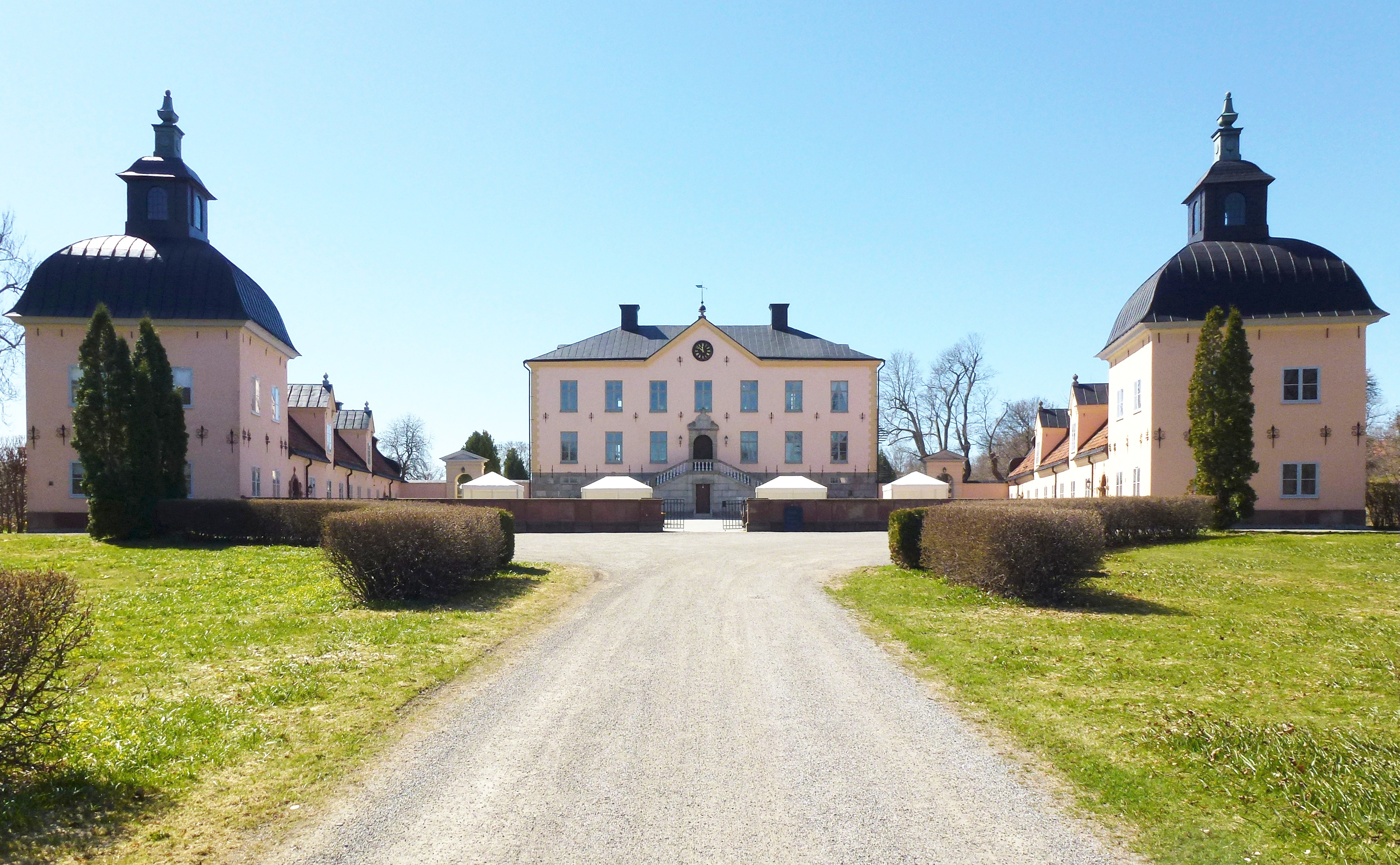
Schloss Hässelby („Hässelby Slott“, 2013)

Der Name des Ortsteils stammt von einem Gutshof, der schon seit dem 12. Jahrhundert besteht. In den 1650er Jahren ließ Carl Bonde auf dem Gelände ein Schloss bauen. Heute ist im Gebäude ein Kulturzentrum untergebracht.
Die Wohnhäuser des Ortsteils entstanden überwiegend zwischen 1953 und 1955. Seit 1956 ist Hässelby Gård durch die Stockholmer U-Bahn mit der Innenstadt verbunden.

### Hässelby Strand

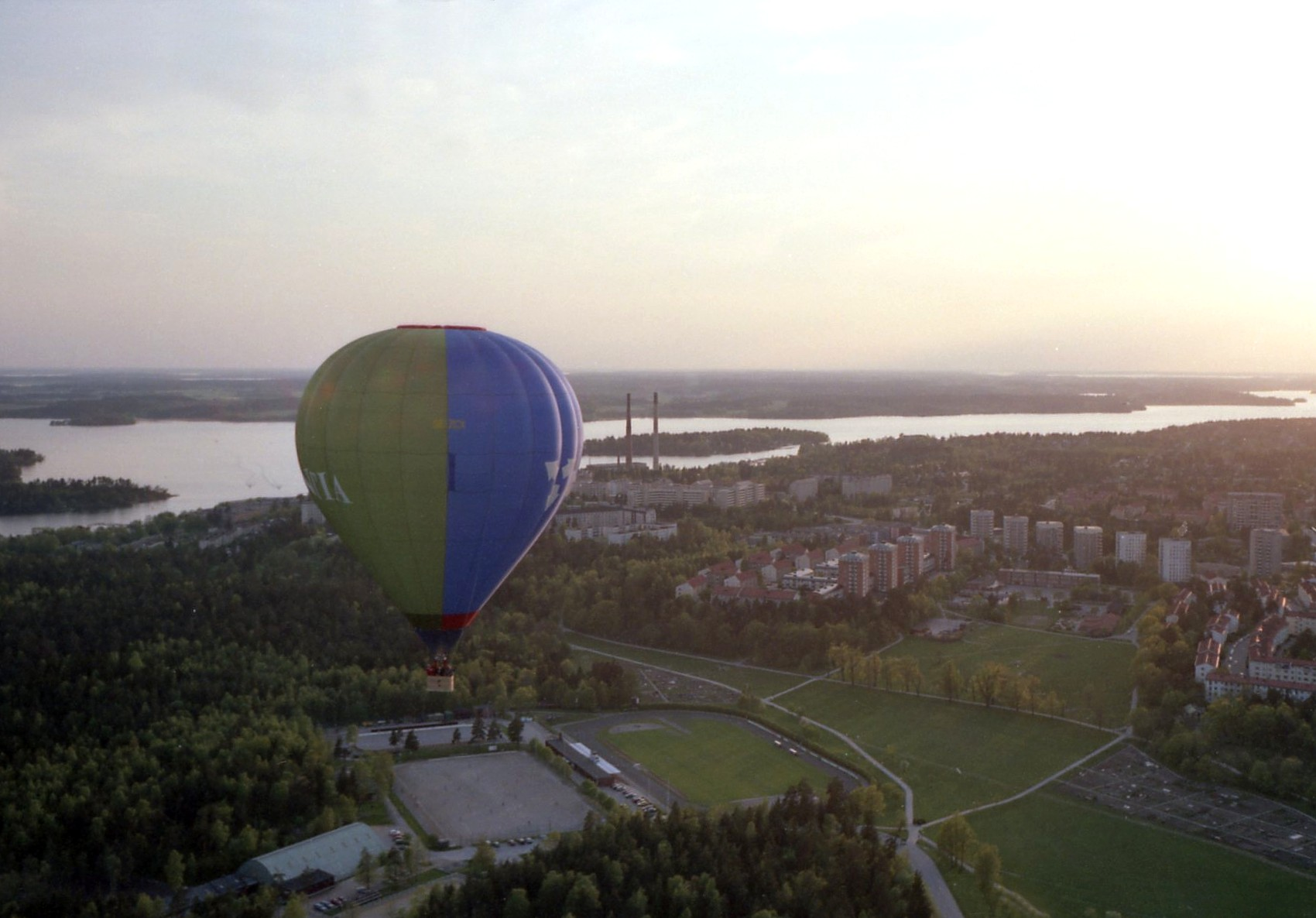
Hässelby Strand mit See Mälaren, 1988

Der Ortsteil grenzt an den See Mälaren und wurde ebenfalls um 1950 mit Wohnhäusern bebaut. Hier hat eine Linie der Stockholmer U-Bahn ihren Endpunkt.

### Hässelby Villastad
Das Gebiet stellt den westlichsten Ortsteil der schwedischen Hauptstadt dar. Mit dem Bau der hier befindlichen Villen wurde 1910 begonnen. Zunächst gehörte Hässelby Villastad zur Landgemeinde (landskommun) Spånga (Teil des heutigen Stockholmer Stadtbezirks Spånga-Tensta), bis es zum 1. Januar 1926 eigenständige Gemeinde mit dem Status einer Minderstadt (köping) wurde. Zum 1. Januar 1949 ging Hässelby Villastads köping in der Stadt Stockholm auf. In den 1970er-Jahren entstand in dem Stadtteil auch eine größere Anzahl Reihenhäuser.

### Grimsta
In Grimsta gab es bis etwa 1950 mehrere Gehöfte, die mit dem Schloss Hässelby in Zusammenhang standen. Aufgrund von hier befindlichen Hügelgräbern und Steinsetzungen ist bekannt, dass das Gelände schon frühzeitig besiedelt wurde. 1949 wurde der Ortsteil in das Stadtgebiet von Stockholm aufgenommen. Kurz danach begann der planmäßige Aufbau der Mehrfamilienhäuser, die man heute hier vorfindet.
Weitere Ortsteile sind Kälvesta, Nälsta, Råcksta und Vinsta.

## Söhne und Töchter des Stadtbezirks
- Johan Furhoff (* 1969), Schachspieler
- Petri Liimatainen (* 1969), Eishockeyspieler
- Sara Wedlund (1975–2021), Langstreckenläuferin
- Jonas Brun (* 1979), Schriftsteller
- Kåre Hedebrant (* 1995), Schauspieler
- Jon Nödtveidt (1975–2006), Musiker